# Basile Mansur Asmar
Basile Mansur Asmar (1789 - 1852 hoặc 1859) là một Giám mục người Iraq của Giáo hội Công giáo Chaldeans, trực thuộc Giáo hội Công giáo Rôma. Ông nguyên là Giám mục chính tòa Giáo phận Gazireh hoặc Tổng giám mục chính tòa Tổng giáo phận Gazireh, nghi lễ Chaldeans. Trước đó, ông cũng đảm nhận vị trí Giám mục chính tòa Giáo phận Diarbekir hoặc Tổng giám mục Tổng giáo phận Diarbekir thuộc nghi lễ Chaldeans, có địa giới tại Thổ Nhĩ Kì và Giám mục chính tòa Giáo phận Amadiyah, nghi lễ Chaldeans, tại Iraq.

## Tiểu sử
Tổng Giám mục Basile Mansur Asmar sinh năm 1789 tại Telkef, thuộc Iraq. Sau quá trình tu học dài hạn tại các cơ sở chủng viện theo quy định của Giáo luật, năm 1819, Phó tế Asmar khi 30 tuổi, tiến đến việc được truyền chức linh mục.
Sau 5 năm thực hiện các công việc mục vụ trên cương vị là một linh mục, năm 1824, ông được chọn vào hàng ngũ các giám mục, với vị trí cụ thể là Giám mục chính tòa Giáo phận Amadiyah, nghi lễ Chaldeans. Lễ tấn phong cho vị giám mục tân cử được tổ chức sau đó vào ngày 21 tháng 4 cùng năm, với phần nghi thức tấn phong được cử hành cách trọng thể bới vị chủ phong là [Tổng] Giám mục Augustin Hindi từ (Tổng) Giáo phận Diarbekir (Amida), nghi lễ Chaldeans.
Bốn năm sau ngày được tấn phong, tức 1829, Giám mục Basile Mansur Asmar được thuyên chuyển làm Tổng giám mục chính tòa Tổng giáo phận Diarbekir (Amida), nghi lễ Chaldeans. Tuy nhiên, có nguồn tin khác lại cho rằng chức vụ chỉ là Giám mục chính tòa và Diarbekir chỉ là một giáo phận.
Mười bốn năm sau đó, năm 1852, [Tổng] giám mục Basile Mansur Asmar được thuyên chuyển đến nhiệm sở mới làm Tổng giám mục chính tòa Tổng giáo phận Gazireh (Gezira), nghi lễ Chaldeans. Tuy nhiên, lại cũng có nguồn tin khác cho rằng chức vụ chỉ là Giám mục chính tòa và Gazireh chỉ là một giáo phận.
Ông làm [Tổng] giám mục Gazireh đến năm 1851 thì từ nhiệm. Ông có thể qua đời sau đó vào năm 1852, thọ 63 tuổi hoặc ngày 14 tháng 6 năm 1859, thọ 70 tuổi.